# Wolfgang Rayer
Wolfgang Rayer (* 12. Mai 1949 in Gelsenkirchen; † 27. Mai 1996 in Kiel) war ein deutscher Politiker der SPD und von 1980 bis 1983 Mitglied des Deutschen Bundestages.

## Leben
Nach dem Erlangen der Mittleren Reife absolvierte Rayer eine Verwaltungsausbildung und arbeitete als Angestellter in der Versicherungswirtschaft. Er war auch als Mitarbeiter für einen Bundestagsabgeordneten tätig.
1968 trat Rayer in die SPD und die ÖTV ein. Er engagierte sich als stellvertretender Bundesvorsitzender der Arbeitsgemeinschaft der Sozialdemokraten im Gesundheitswesen. Ab 1974 war er für die SPD-Landtagsfraktion Schleswig-Holstein tätig, zuletzt als Referent für Gesundheits- und Sozialpolitik. 
Bei der Bundestagswahl 1980 wurde Rayer im Wahlkreis Nordfriesland – Dithmarschen Nord direkt gewählt. Von 1980 bis 1983 war er Mitglied des 9. Deutschen Bundestages. Er gehörte als ordentliches Mitglied dem Ausschuss für Jugend, Familie und Gesundheit sowie dem Ausschuss für Bildung und Wissenschaft an.
Rayer war verheiratet und hatte zwei Kinder.